# Mezilečí
Mezilečí är en ort i Tjeckien. Den ligger i den nordöstra delen av landet, 120 km öster om huvudstaden Prag. Mezilečí ligger 426 meter över havet och antalet invånare är 141.
Terrängen runt Mezilečí är huvudsakligen platt, men västerut är den kuperad. Runt Mezilečí är det ganska tätbefolkat, med 124 invånare per kvadratkilometer. Närmaste större samhälle är Trutnov, 12,9 km norr om Mezilečí. Omgivningarna runt Mezilečí är en mosaik av jordbruksmark och naturlig växtlighet.